# Albert Edward Green
Albert Edward Green (Londres, 11 de novembro de 1912 — 12 de agosto de 1999) foi um matemático inglês. Graduado em matemática pela Universidade de Cambridge, em 1934, onde obteve o grau de Ph.D. em 1937. Foi laureado com a Medalha Timoshenko de 1974, e com a Medalha Theodore von Karman de 1983.

## Biografia
Green estudou na Universidade de Cambridge, onde assistiu a palestras de Sydney Goldstein, Arthur Eddington e Geoffrey Ingram Taylor. Em 1932, ele alcançou o primeiro lugar na primeira parte dos exames Tripos em matemática e em 1934 foi Wrangler na segunda parte. Depois de suas primeiras publicações muito promissoras, ele foi nomeado Fellow of Jesus College de 1936, recebeu o Prêmio Smith de 1936 e, em 1937, recebeu seu PhD com Taylor. Com Taylor, ele publicou nas décadas de 1930 e 1940 uma série de trabalhos sobre distribuição de tensões em placas anisotrópicas. Em 1939, Green tornou-se professor na Universidade de Durham e então em 1948 um professor de matemática aplicada na University of Newcastle upon Tyne (na época chamada King's College da Universidade de Durham). Em Newcastle, ele presidiu a faculdade de matemática com Werner Wolfgang Rogosinski e, em seguida, sozinho após a aposentadoria de Rogosinki em 1959. De 1959 a 1962, Green também foi Reitor da Faculdade de Ciências. Ele foi desde 1968 Sedleian Professor de Filosofia Natural na Universidade de Oxford (onde o teórico da elasticidade Augustus Edward Hough Love foi um de seus predecessores). Em 1977, Green aposentou-se como professor emérito.
Em 1955/1956 e 1963/1964 foi professor visitante na Universidade Brown (trabalhando com Ronald S. Rivlin). Como professor visitante frequente na Universidade da Califórnia, Berkeley, ele trabalhou com Paul M. Naghdi.
Green foi durante sua vida um dos principais cientistas do Reino Unido, que em sua carreira se preocupou cada vez mais com a teoria da elasticidade linear e não linear após a Segunda Guerra Mundial. Na teoria da elasticidade, ele trabalhou com Wolfgang Zerna, que estava em Newcastle em 1948/1949 como parte de um programa de intercâmbio acadêmico entre o Reino Unido e a Alemanha. (Posteriormente, Zerna foi professor em Hannover). Com Rivlin, Green publicou alguns dos primeiros trabalhos sobre a mecânica dos materiais com memória. A partir de meados da década de 1960, ele lidou principalmente com a termodinâmica dos contínuos, a teoria dos contínuos elástico-plásticos (com Naghdi) e vários problemas hidrodinâmicos (como jatos em fluidos ideais). A teoria das ondas de água de Green-Naghdi, nomeada por R. Cengiz Ertekin, é uma das contribuições notáveis da estreita colaboração de Green e Paul M. Naghdi.
Green recebeu doutorados científicos honorários: em 1943 pela Universidade de Cambridge, em 1968 pela Universidade de Oxford, em 1969 pela Universidade de Durham e em 1977 pela Universidade Nacional da Irlanda. Em 1958 foi nomeado Fellow da Royal Society. Em 1974 ele recebeu a Medalha Timoshenko e em 1983 a Medalha Von Karman.
Em 1939, ele se casou com Gwendoline May Rudston.

## Obras
- Theoretical Elasticity (com W. Zerna). 2ª Ed. Oxford : Clarendon Press, 1968.
- Large Elastic Deformations (com J.E. Adkins). 2ª Ed. Oxford : Clarendon Press, 1970.